# Benjamin Åberg
Benjamin Åberg, född 30 maj 1995 i Ljungskile, är en svensk medeldistanslöpare och friidrottstränare. Han tävlar för Hälle IF och har representerat Sverige i fem landskamper, samtliga på 800 meter.

## Idrottskarriär
Åberg började idrotta vid 17 års ålder och tog steget upp till 800 meter relativt sent efter några år där han tävlade i sprint. Som 23-åring gjorde han landslagsdebut i samband med Nordenkampen 2019 i Bearum, Norge. Åberg har ett personbästa på 1:47,71 på 800 meter, satt i Oslo i samband med Boysen Memorial den 2 juli 2025. Han har deltagit i nio SM-finaler med ett brons vid SM i Karlstad 2025 som främste merit. 2023 blev Benjamin svensk mästare på 4x800m när Hälle IF vann i samband med stafett-SM i Södertälje. Totalt har Benjamin sex SM-medaljer, varav fem i stafett och terräng-lag för Hälle IF.
Benjamin debuterade i svenska landslaget vintern 2019 i samband med Nordenkampen där han blev bäste svensk på en fjärdeplats. Sedan dess har han representerat Sverige vid fem landskamper på seniorsidan, bland annat vid Finnkampen 2022. Under 2024 sprang han Nordiska Mästerskapen i Malmö och vintern 2025 sprang han Nordenkampen. 
Utöver sin egen idrottskarriär har Åberg som tränare utvecklat flera juniorlöpare till hög internationell juniornivå med finalavancemang vid EYOF, ungdoms-EM och junior-EM. Flera av hans adepter har tagit individuella SM-medaljer på seniornivå. 2024 tog hans aktiva över 25 U/JSM-medaljer. 
Sedan 2025 är han ordförande i Hälle IF.

## Priser och utmärkelser
2017 utsågs Åberg till "Årets Ljushuvud i Ljungskile", 2018 mottog han priset "Årets Unga Ledare" vid Uddevallas Idrottsgala och samma år tilldelades han Uddevalla kommuns Ungdomsledarstipendium. 2020 tilldelades Åberg priset "Årets Barn-och Ungdomsledare" av Svenska Friidrottsförbundet. 2021 gav Stenastiftelsen Benjamin priset "Årets Förebild" i kategorin "Lokal Verkan". 2022 röstade 10 000 svenska läsare av Magasin Spring fram Benjamin till "Årets Ledare" och 2025 fick Benjamin under högtidliga former motta Thordénstiftelsens Hedersstipendium. 